# مقاطعة ماديسون (نيويورك)
مقاطعة ماديسون (بالإنجليزية: Madison County)‏ هي إحدى المقاطعات في ولاية نيويورك في الولايات المتحدة الأمريكية.

## أعلام
- جيريت ميلر